# Abtei Saint-Roman

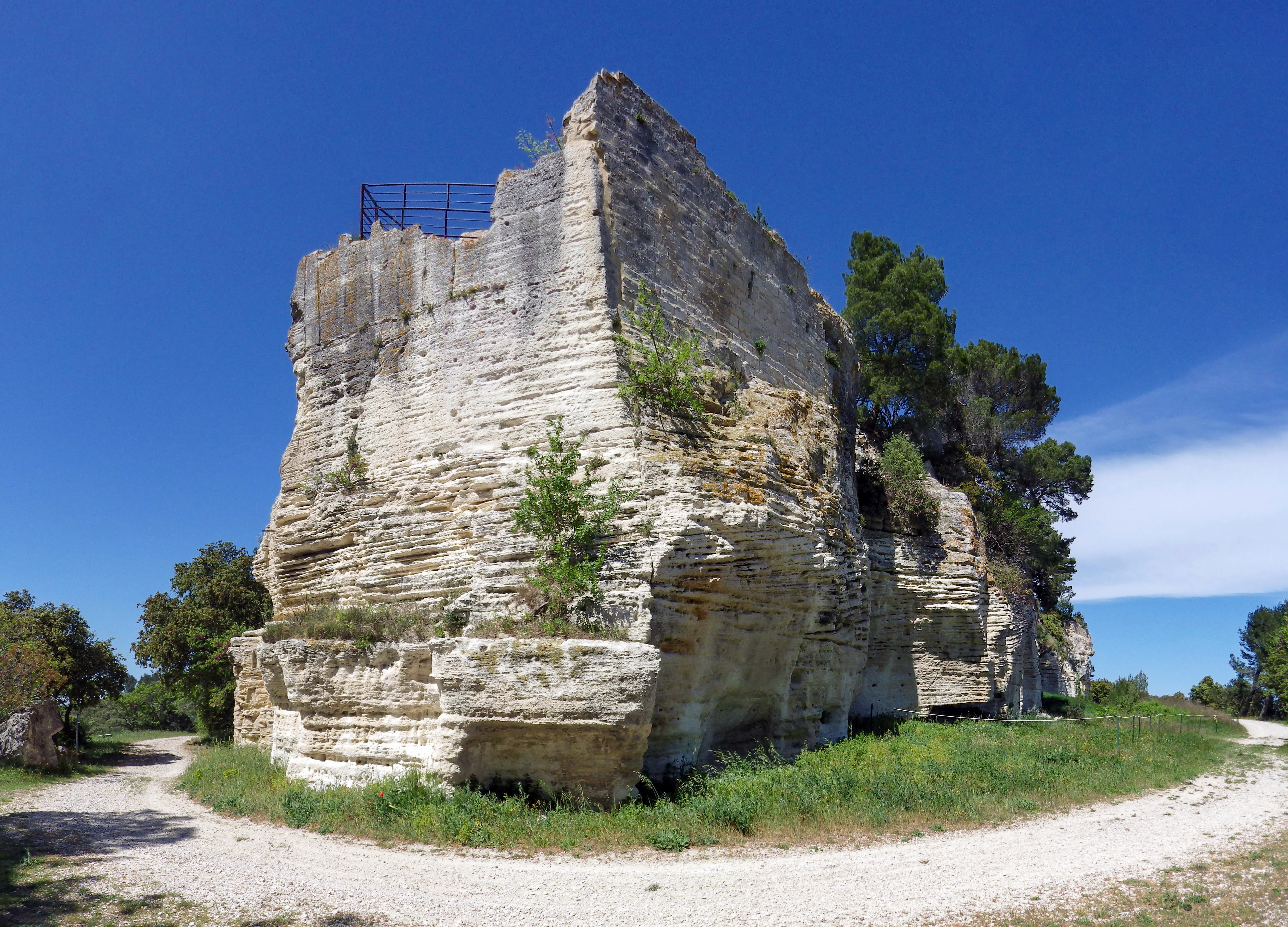
Der Fels, in dem und auf dem sich das Kloster befindet

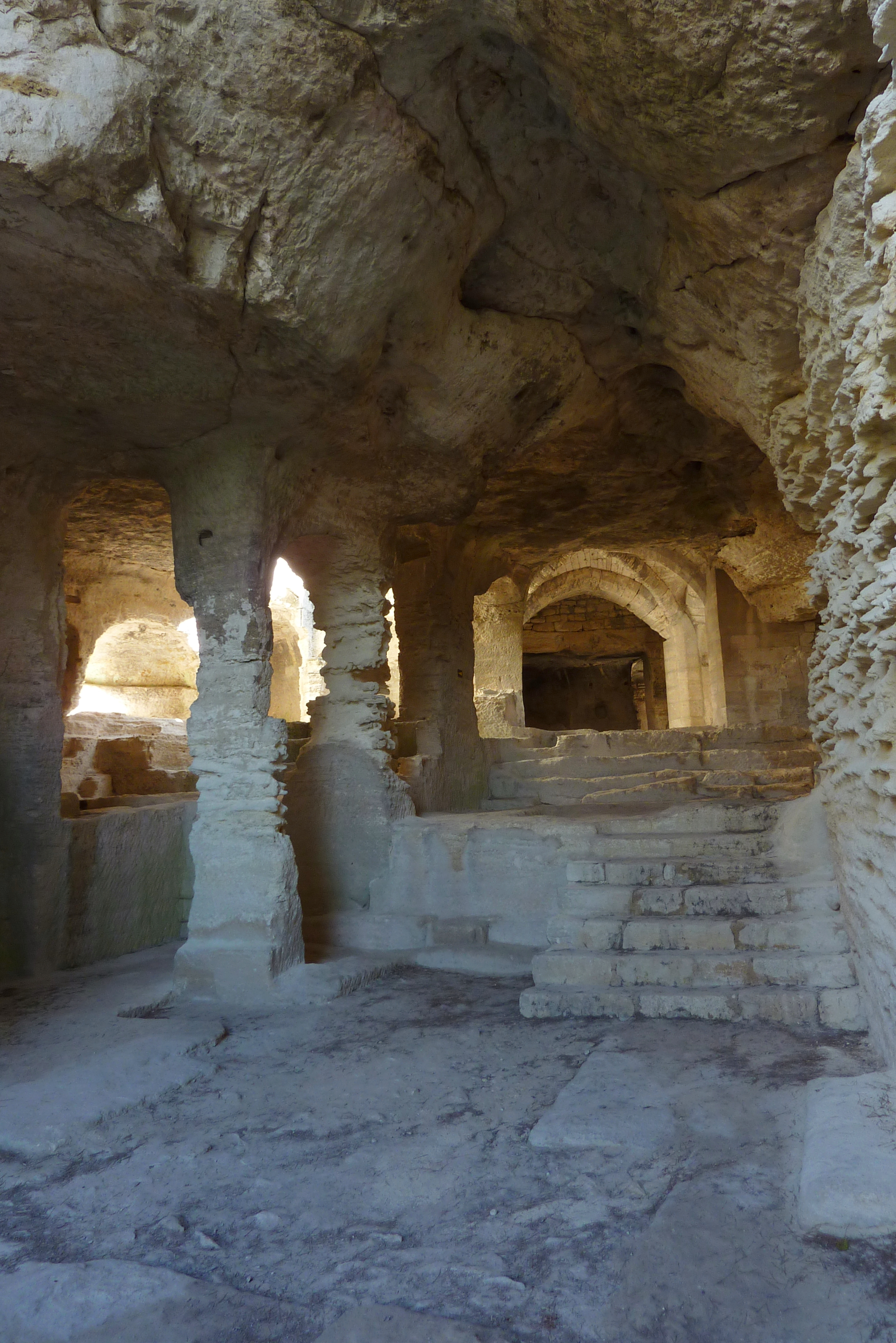
Kapelle

Die Abtei Saint-Roman ist ein ehemaliges Höhlenkloster nahe der südfranzösischen Stadt Beaucaire. Es trägt den Namen des hl. Romanus von Condat.

## Lage
Das Kloster liegt in bewaldeten Hügeln oberhalb des Rhônetals zwischen den jeweils etwa 25 km (Fahrtstrecke) entfernten Städten Avignon und Arles.

## Geschichte
Bereits zu frühgeschichtlichen Zeiten wurde die Gegend von Jägern und Sammlern durchstreift; später entstanden erste Siedlungen. Gegen Ende des 5. Jahrhunderts siedelten sich dann Einsiedler auf den Hügeln Aiguille und Saint-Roman an. Nach und nach vergrößerten die Mönche die natürlichen Höhlen und bauten eine Kapelle, Zellen und Gemeinschaftsräume. Wahrscheinlich im 7. Jahrhundert nahmen sie die Ordensregel der Benediktiner an. Obwohl die Abtei später nur ein Priorat war, das der Abtei Psalmodie bei Aigues-Mortes unterstand, hatte sie aufgrund ihrer Bedeutung dennoch Privilegien. Der Gegenpapst Urban V. eröffnete im 14. Jahrhundert eine päpstliche Schule, die aber nur kurze Zeit bestand. Als die Abtei im 14. Jahrhundert befestigt wurde, blieb die Höhle weitgehend unverändert; hier herrschte ganzjährig eine Temperatur zwischen 14 °C und 16 °C, was bei der hier oft herrschenden Sommerhitze durchaus angenehm war. Im Jahr 1538 wurde die Abtei Psalmodie in eine Kanonikerschule umgewandelt, und Saint-Roman wurde unabhängig. Es entstand in der Folgezeit ein kleines Schloss, welches in der ersten Hälfte des 19. Jahrhunderts von seinem Besitzer abgebrochen wurde. Seit den 1960er Jahren wurde die Abtei erforscht; im Jahr 1988 kam sie in den Besitz der Gemeinde Beaucaire und drei Jahre später 1991 wurde sie als Monument historique anerkannt, was weitergehende Restaurierungsarbeiten ermöglichte.

## Nekropole

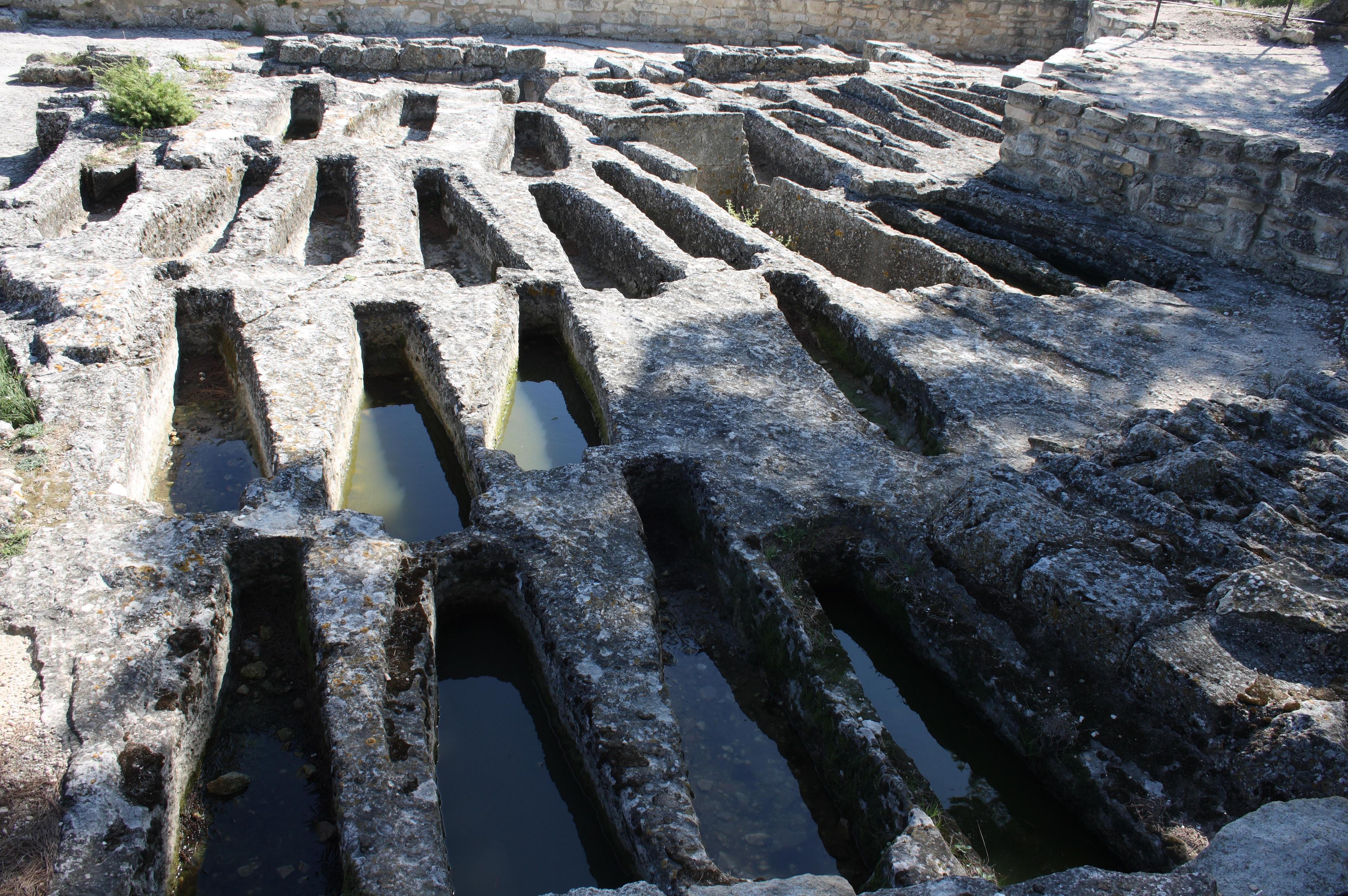
Gräberfeld

Die Nekropole enthält anthropomorphe Felsgräber, die zwischen dem 8. und 12. Jahrhundert entstanden, von denen aber nur ein Teil zu sehen ist. Ursprünglich bedeckten sie die gesamte Terrasse und die Hänge des Hügels. Auf Initiative des Besitzers wurde die Nekropole im späten 19. Jahrhundert mit Erde bedeckt, um Bäume zu pflanzen, und ein großer Teil der Gräber entfernt. Die in Körperform ausgearbeiteten Gräber, die zum größten Teil west-ost-orientiert sind, bilden ein eindrucksvolles Ganzes. Sie wurden aus dem Fels gehauen, da es diese Anordnung ermöglichte, mehr landwirtschaftliche Fläche für den Anbau vorzuhalten und keine Särge zu verwenden, um das wenige verfügbare Holz zu sparen. Darüber hinaus war es wichtig, die Bestattungen so nah wie möglich an der Kapelle zu konzentrieren.